# Freyella echinata
Freyella echinata är en sjöstjärneart som beskrevs av Percy Sladen 1889. Freyella echinata ingår i släktet Freyella och familjen Freyellidae.
Artens utbredningsområde är havet kring Nya Zeeland. Inga underarter finns listade i Catalogue of Life.